# Grupos Armados Españoles
Els Grupos Armados Españoles (GAE) va ser una organització terrorista tardofranquista que va actuar al País Basc entre 1979 i 1980, durant la Transició democràtica espanyola. Un informe de l'Oficina de Víctimes del Terrorisme del Govern basc de 2010 li atribueix 6 assassinats, del total de 66 víctimes del terrorisme d'extrema dreta desenvolupat entre 1975 i 1990 i presumptament vinculat als aparells repressius de l'Estat espanyol.

## Presumpta vinculació amb els aparells repressius de l'Estat espanyol
En l'informe de l'Oficina de Víctimes del Terrorisme del Govern basc de 2010 es diu que els Grups Armats Espanyols, el Batallón Vasco Español i la Triple A (Aliança Apostòlica Anticomunista), eren grups ben organitzats d'extrema dreta «que actuaven amb un important nivell de tolerància, quan no de complicitat amb importants sectors dels aparells policials de l'època», encara que reconeix que «l'escassa i deficient recerca policial d'una part molt important d'aquestes accions violentes impedeix l'esclariment d'una dada d'especial rellevància, com és el grau de complicitat, col·laboració o inhibició que va poder existir per part de determinades instàncies policials amb aquests actes criminals». L'informe afegeix a continuació que «els abans citats sectors polítics d'extrema dreta i elements vinculats als aparells d'unes forces de seguretat de l'Estat encara pendents de democratitzar i amb una inqüestionable motivació política van sembrar el terror en determinats sectors sociopolítics bascos, normalment vinculats a l'esquerra, i sobretot al nacionalisme basc, mitjançant actuacions violentes que van provocar importants danys materials i personals, arribant a l'assassinat». Finalment, l'informe adverteix que dels 74 actes terroristes atribuïts a aquests grups —que van causar 66 víctimes mortals— només en 33 es van obrir diligències judicials, dels quals només 17 van acabar amb una sentència ferma.

## Assassinats atribuïts o reivindicats pels GAE
- Tomás Alba Irazusta, regidor independent d'Herri Batasuna a l'ajuntament de Sant Sebastià, assassinat el 28 de setembre de 1979 a Astigarraga (Guipúscoa).

- Carlos Saldise Corta, membre de Gestores Pro Amnistia, assassinat el 15 de gener de 1980 a Lezo (Guipúscoa).

- Liborio Arana Gómez, Pacífico Fika Zuloaga, María Paz Armiño i Manuel Santacoloma Velasco, assassinats el 20 de gener de 1980 en fer explosió una bomba en la porta del bar Aldama, d'Alonsótegui, barri de Baracaldo (Biscaia).[2] L'artefacte compost per sis quilos de Goma 2 va esclatar a la una de la matinada. El bar estava regentat per un matrimoni, tots dos militants del PNB. Segons el fill d'una de les víctimes, ertzaina, «aquella bomba, amb un dispositiu de rellotgeria, es va col·locar amb una intenció molt perversa. Els seus autors sabien que anava a haver-hi una matança perquè la van col·locar un diumenge de matinada, quan el bar solia estar ple. Era un bar al que acudia molta gent del poble, molts d'ells nacionalistes. Els autors van ser grups parapolicials». L'endemà els GAE van reivindicar l'atemptat mitjançant el següent comunicat: «Per cada membre de les FOP o Guàrdia Civil cauran quatre components de l'esquerra abertzale». El policia encarregat de la recerca va ser José Amedo, que anys més tard seria condemnat per pertànyer al GAL. No va haver-hi cap detingut (i cap dels testimonis va ser cridat a declarar) i el cas va ser sobresegut al maig de 1981.[1]